# Bolsa de Madrid
La Bolsa de Madrid es el principal mercado de valores de España. Tiene su sede en el Palacio de la Bolsa de Madrid. Su índice de referencia es el Índice General de la Bolsa de Madrid (IGBM). Está integrada en Bolsas y Mercados Españoles (BME).

## Normas de funcionamiento
La organización y funcionamiento depende de una Sociedad Rectora existente al efecto.
La normativa interna de la Bolsa de Madrid está articulada a través de circulares e instrucciones operativas que aprueba y publica la propia Sociedad Rectora de la Bolsa.
- Circulares: decisiones y normas internas de carácter general, en relación con la contratación de valores y demás funciones principales que se desarrollan en la Bolsa de Valores de Madrid: admisión a cotización, operaciones financieras, información, supervisión y vigilancia, etc.

Se dirigen principalmente a los miembros del mercado, y para cuestiones específicas, otras personas o entidades interesadas, tales como inversores institucionales, sociedades emisoras o entidades liquidadoras.
Son aprobadas por el Consejo de Administración y publicadas en el Boletín de Cotización de la Bolsa.
- Instrucciones operativas: decisiones y normas de carácter concreto, para:
  - Ordenar las actuaciones de los distintos departamentos
  - Coordinar los departamentos
  - Coordinar la actuación de los miembros del mercado

Son aprobadas por el director general o el director del área correspondiente, y divulgadas de la forma más conveniente para asegurar su conocimiento por las personas y entidades afectadas.

## Historia

### Antecedentes

#### SigloXIII: Los juros
Los juros eran emisiones de papel del Estado por los que se garantizaba una deuda, siendo estos la primera forma de deuda pública. Fue en Castilla donde los primeros títulos de valores que se crearon eran los denominados juros reales, un préstamo contraído por los reyes que otorgaban a distintas personalidades. En 1400 es famoso el que Enrique III dictó a favor de Ferrán Martínez de Luna.

#### SigloXIV: Las lonjas de contratación
Los antecedentes a la bolsa propiamente dicha, los encontramos desde el siglo XIV en las casas o lonjas de contratación, estas son típicamente mediterráneas (de origen italiano) que eran lugares destinados a las reuniones de comerciantes para intercambiar productos (grano, lana, seda, etc.) y alcanzar acuerdos. La primera creada por Jaime I de Aragón en Palma de Mallorca, en 1246, aunque no se edificó hasta 1409. Aún nos quedan algunos de estos edificios como la Lonja de Palma de Mallorca, Zaragoza, Valencia y Barcelona, sin olvidar Casa Lonja de Sevilla, dependiente de la Casa de la Contratación de Indias (1503), sede del Archivo General de Indias, en la que se recogen documentos mercantiles relacionados con el monopolio comercial que mantuvo esta con las posesiones hispanas en América durante más de dos siglos. Ya desde el siglo XVI existían los corredores de cambio, de lonja, de vales reales o de aduanas.

### SigloXIX

#### Creación de la Bolsa de Madrid (1808-1831)

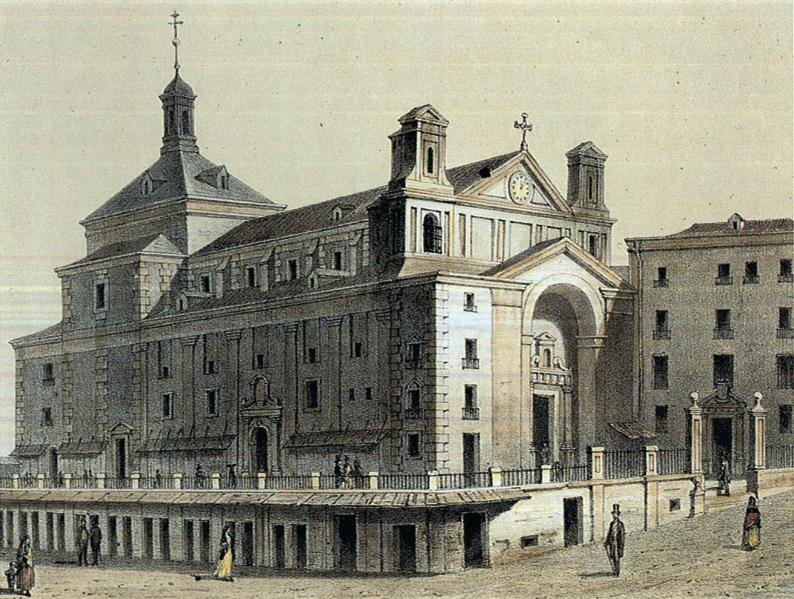
El Convento de San Felipe el Real en una xilografía de 1878. En la parte inferior del edificio, se aprecia la lonja, conocida como mentidero de la villa. Las covachuelas de la base eran utilizadas como puntos de venta de todo tipo de artículos. Fue construido en la primera mitad del en el solar que hoy ocupan las Casas de Cordero, en la embocadura de la calle Mayor. El convento de San Felipe el Real se propuso como sede de la Bolsa en 1808, durante la invasión napoleónica.

En plena guerra de la Independencia José Bonaparte fue nombrado rey de España en 1808 por su hermano Napoleón. José Bonaparte en 1809 tomó la decisión de instaurar la primera bolsa de comercio en Madrid. Como sede, se eligió el edificio del convento e iglesia de San Felipe el Real, en la Puerta del Sol, pero no llegó a ponerse en marcha.
El 10 de septiembre de 1831, reinando Fernando VII, se aprueba la ley que daba origen definitivamente a la Bolsa de Madrid: la Ley de Creación y Organización de la Bolsa de Madrid, redactada por Pedro Sainz de Andino. Entre los días 27 y 29 se publicaría íntegramente en La Gaceta de Madrid.
En el artículo 64 del Código de Comercio de 1885 se definió la bolsa como: «Un lugar de reunión de comerciantes y agentes mediadores en donde se conciertan o cumplen las operaciones de contratación de activos mobiliarios».
Se promovió con la ley la creación de un mercado semejante a los existentes en otros países, como la de París creada en 1734, la de Londres en 1804 y la de Nueva York en 1817.

#### Inauguración (1831)
El 20 de octubre de 1831, la institución de la Bolsa de Madrid inaugura su primera sesión en el consulado de la plazuela del Ángel. Nace con cinco agentes de cambio y dando sus primeros pasos con sesiones que duraban tres horas, la apertura era a las doce del mediodía y el cierre a las tres de la tarde. Durante esas jornadas cotizaban bancos, ferrocarriles y siderurgias, aunque las acciones de empresa apenas representaban el 1% de la contratación real, el resto correspondía a la deuda pública. Las cotizaciones se hacían en reales.
En muchas ocasiones estos títulos estaban mal documentados, reconocidos de forma deficiente desde el punto de vista jurídico y sin un plazo seguro de amortización, las empresas cotizadas tenían una representación testimonial, sus títulos estaban bastante desprestigiados.
La Bolsa de Bilbao se inauguraría en 1890, la Bolsa de Barcelona en 1915 y en 1930 se creó la Bolsa de Valencia.
El sistema de contratación se hace a viva voz, es el llamado «sistema de corros».

#### Desarrollo (1834-1893)
En 1834 la Bolsa de España sufre su primera crisis de consolidación de desarrollo a causa de la guerra carlista que estalló tras la muerte de Fernando VII. La entidad no volvió a recuperarse del envite hasta el Abrazo de Vergara, el momento en que se puso fin a la guerra. A raíz de la nueva paz y la recuperación económica, entre 1844 y 1846 se produjo el primer boom bursátil. En un año se negocian hasta 15 000 millones de reales, toda una fortuna. Los noticieros asumen que «todo el mundo juega a la bolsa»; el diputado Calderón Collantes afirma en el Congreso que «la pobreza es signo de estupidez» y surgen los primeros magnates: Urquijo, Carriquiri, Remisa, Díaz, Sartorius, Buschental, González Bravo o Salamanca, que representan como pocos a la nueva estirpe de emprendedores enriquecidos a la sombra de la especulación.

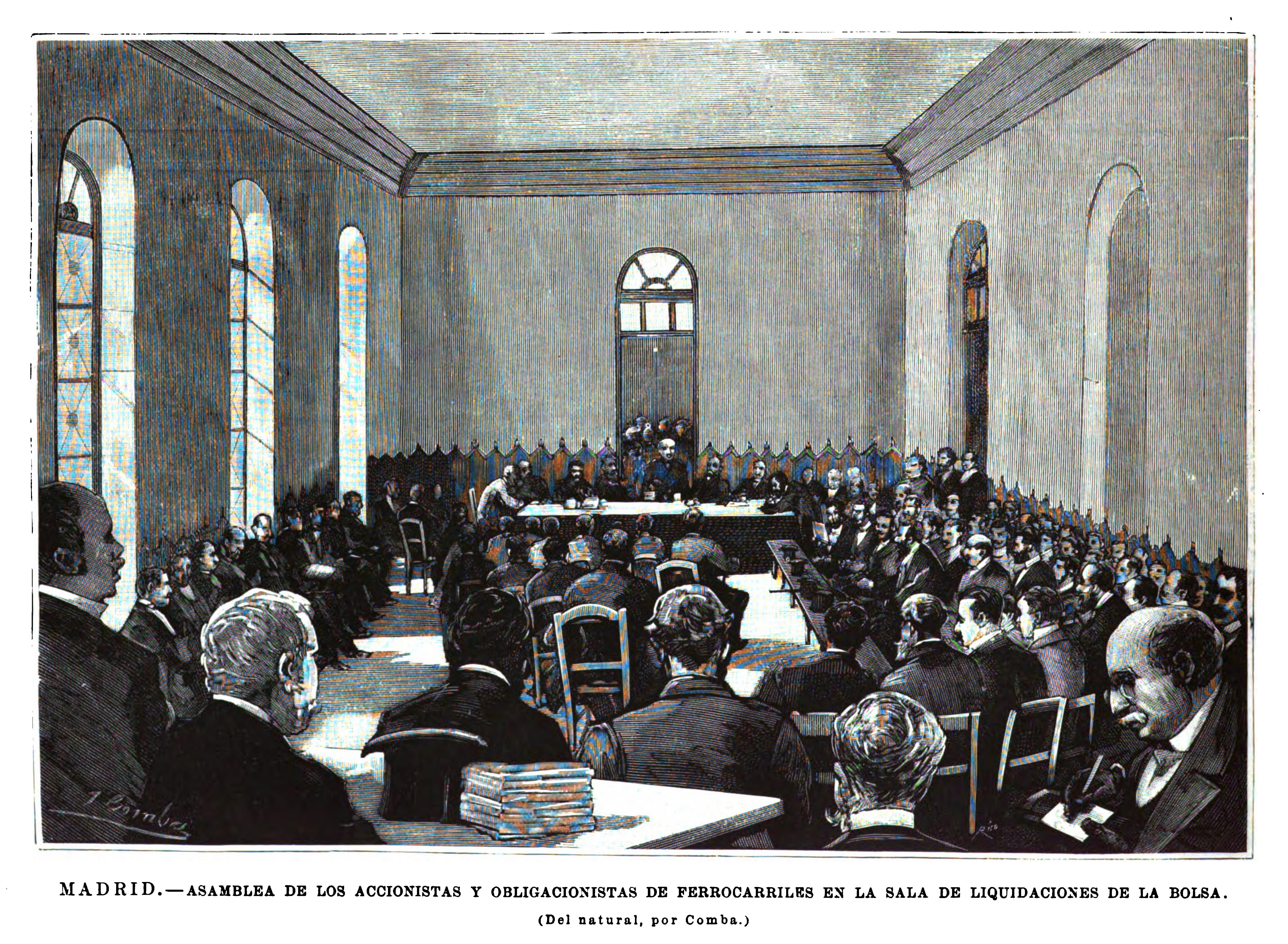
Asamblea de los accionistas y obligacionistas de ferrocarriles en la sala de liquidaciones de la Bolsa (La Ilustración Española y Americana, 1894).

El marqués de Salamanca, el primer auténtico «rey de la bolsa», principal constructor de ferrocarriles y promotor inmobiliario, llevó la bolsa a las masas y disparó la especulación, al introducir las operaciones a plazo.
En 1854 comienza a publicarse el Boletín Oficial de Contratación, donde se publican los precios oficiales de la negociación. Y durante el Sexenio Liberal nacerá la peseta.
El negocio de las acciones se fue abriendo poco a poco paso dentro de su estructura. En 1855, con la Ley de Ferrocarriles y la Ley de Bancos y Sociedades, el parqué se plagó de bancos y compañías de trenes. Con todo, la negociación anual de las acciones a duras penas alcanzaba el medio millón de pesetas, una cantidad relativamente importante para la época.
En 1856 nace el Banco de España y en 1868, además del Banco de España, cotizaban en ella nueve bancos o sociedades de crédito, 17 empresas de ferrocarriles y 34 empresas mineras y de servicios públicos.

### SigloXX

#### Expansión (1898-1936)
En 1898 se da una gran crisis y decae la contratación como consecuencia de la pérdida en la guerra hispano-estadounidense de Cuba, Puerto Rico y Filipinas, sufriendo los precios de las acciones una caída del 20%.

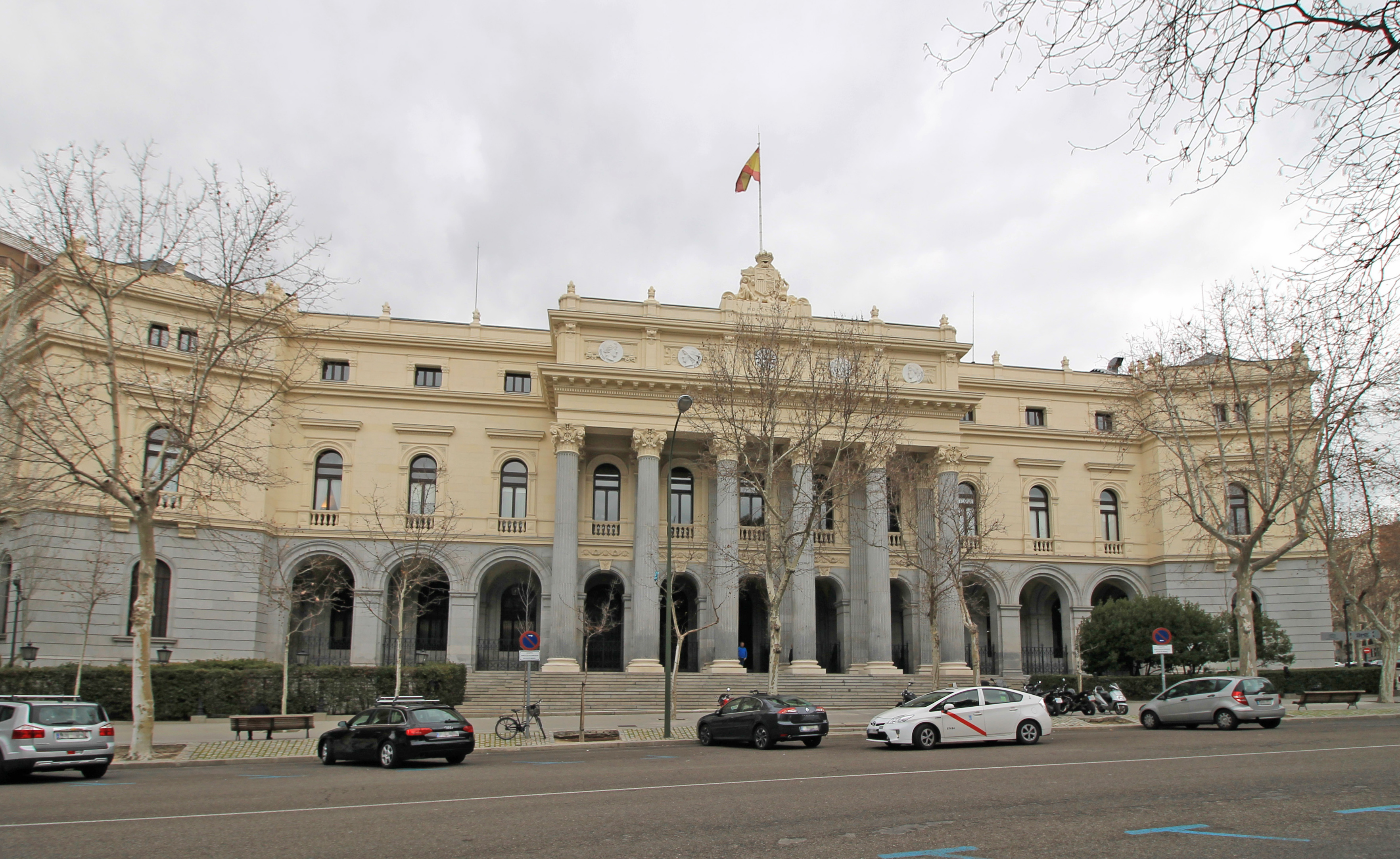
El Palacio de la Bolsa de Madrid, que en la actualidad es sede de la Bolsa, comenzó a construirse en 1878 y fue inaugurado por la regente María Cristina en 1893.

El impulso para la bolsa llegó con el nuevo siglo y una vez superada la crisis generada anterior, en el año 1900 renace con fuerza debido a los capitales repatriados de Cuba y Filipinas. Mientras que en 1900 cotizaban 61 empresas en los primeros veinte años el número de empresas cotizadas se multiplicó hasta 121 con especial crecimiento en empresas eléctricas, algún banco y empresas industriales. El peso de la renta variable suponía ya el 40% del total. Títulos como Banco Hispano Americano, Banco Español de Crédito, Banco Central, Explosivos, Duro Felguera, Azucarera o Altos Hornos se intercambiaban con regularidad.

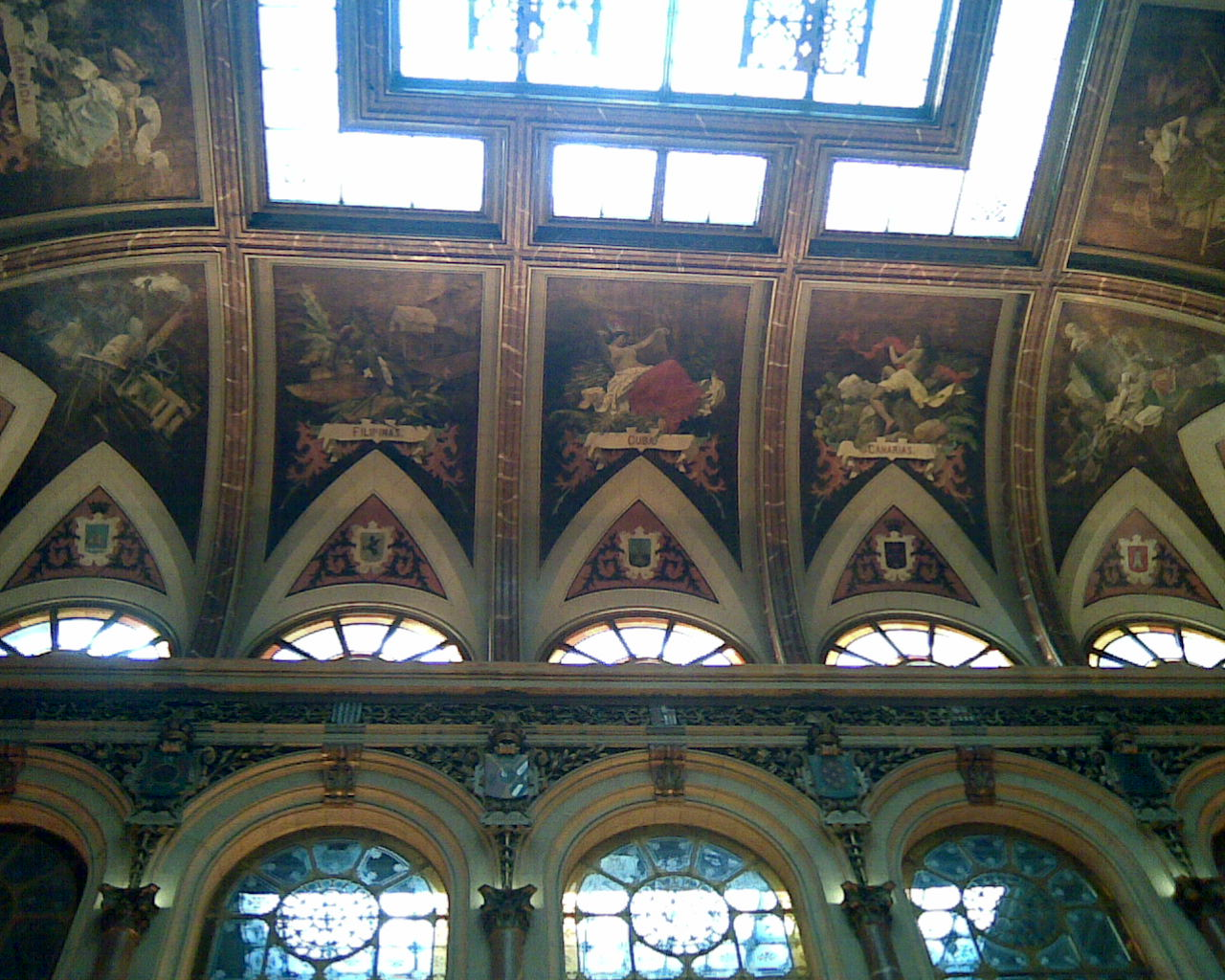
Pinturas del techo del parqué o Salón de la Contratación en la bolsa madrileña. Esta fotografía señala el techo en la parte sur del salón, donde se puede leer: Filipinas, Cuba y Canarias.

Durante la Primera Guerra Mundial, la Bolsa de Madrid permanece abierta y continúa el incremento de contratación y su expansión. La dictadura militar de Primo de Rivera (1923-1930), pese a impulsar la industria, la banca y la bolsa, creó un clima de tensión social que desencadenó ejercicios difíciles para la bolsa. El Crac del 29 y el hundimiento de la Bolsa de Nueva York no afectaron de manera inmediata a la de Madrid, pero generó inestabilidad en los años siguientes.
Los años de la Segunda República (1931-1936), marcados por la agitación política y social que precedió a la guerra civil, fueron testigos de fuertes caídas bursátiles, agravadas por la crisis financiera internacional y el escaso desarrollo de la industria.

#### Dictadura de Francisco Franco (1936-1975)
El comienzo de la guerra civil española obliga a suspender toda su actividad hasta el 5 de marzo de 1940, en que abre nuevamente sus puertas. Fue en diciembre de ese mismo año cuando nació el Índice General de la Bolsa de Madrid (IGBM). Con base 100, se ponía a cero cada año. De las 28 sociedades que formaban parte del Índice Largo creado con base 100 el 31 de diciembre de 1940, solo quedan dos supervivientes, excluyendo las compañías integradas o fusionadas en nuevos grupos: Inmobiliaria Metropolitana (su nombre actual es Metrovacesa) y Telefónica. Después de la guerra civil el sector inmobiliario animó a los inversores pero el ciclo alcista se vio interrumpido por la Segunda Guerra Mundial.
Desde 1957 a 1959 en la bolsa española se producen bajadas debido, según el Servicio de Estudios de la Bolsa de Madrid, a la crisis del sistema autárquico y a la necesidad de abrir la economía al exterior. Desde 1959 hasta 1970 y como consecuencia del Plan de Estabilización, la bolsa sube de forma continuada. En 1974 comienza a funcionar el nuevo sistema de liquidación de operaciones, base del actual sistema de anotación en cuenta. De 1976 a 1979 la crisis del petróleo, que aumentó el precio del crudo a partir de 1973, y la inestabilidad generada por la muerte de Franco provocaron un hundimiento histórico de la bolsa.

#### Años 80 y 90
La verdadera mejora de la bolsa no llegó en los años 60 sino en los 80. A ello contribuyeron la mejora de la situación económica, confirmada por la entrada de España en 1986 en la Comunidad Económica Europea, lo que produjo una gran aumento de inversión extranjera y un boom bursátil que duraría hasta el Crac de 1987 de la Bolsa de Nueva York.
En 1988 se publica la Ley del Mercado de Valores que transforma definitivamente la Bolsa española. En 1989 comienza a funcionar el Mercado Continuo para acciones utilizando el sistema CATS (Computer Assisted Trading System). Se empiezan negociando 7 valores, alcanzando la cifra de 51 al final del año. Los agentes de cambio y bolsa son sustituidos por sociedades de valores y agencias de valores. Se crea la Sociedad Rectora de la Bolsa de Madrid. Los años 1980 fueron un gran periodo para la bolsa madrileña. El mejor mes de su historia fue marzo de 1986, cuando el Índice General de la Bolsa de Madrid (IGBM) se revalorizó  un 83,80%. De agosto de 1985 a agosto de 1986 se dio el mayor periodo de crecimiento anual, con un crecimiento del IGBM del 142,64%
Así mismo, el mejor bienio es el que va de 1985 a 1987, con un ascenso acumulado del IGBM del 288, 97%. En 1987 también finaliza el mejor trienio, con un crecimiento del IGBM del 337,87%, así como el mejor lustro (de 1982 a 1987) con un crecimiento del Índice del 644,22%. La mejor década fue la que abarcó de 1979 a 1989, cuando el incremento del IGBM fue del 989,90%.
En 1991 se creará la figura del Protector del Inversor de la Bolsa de Madrid y se pondrá en marcha el sistema electrónico de contratación de renta fija. En 1992 se pone en marcha el SCLV, que es un nuevo servicio de liquidación y compensación, que inicia el nuevo sistema de liquidación por anotación en cuenta y en 1993 ya todas las emisiones de renta fija pasan a contratarse por un sistema electrónico.
En 1995 se sustituye el CATS por el Sistema de Interconexión Bursátil Español (SIBE). Los volúmenes de contratación y capitalización aumentarán por las mejoras tecnológicas y en 1998 la bolsa llegará al gran público con cerca de ocho millones de españoles estaban ya en ella.
Desde el 1 de enero de 1999 la negociación de valores se realiza exclusivamente en euros y ese mismo año se pondrá en marcha el mercado de valores latinoamericanos en euros con el nombre de Latibex.

### SigloXXI

#### Primera década (2000-2010)

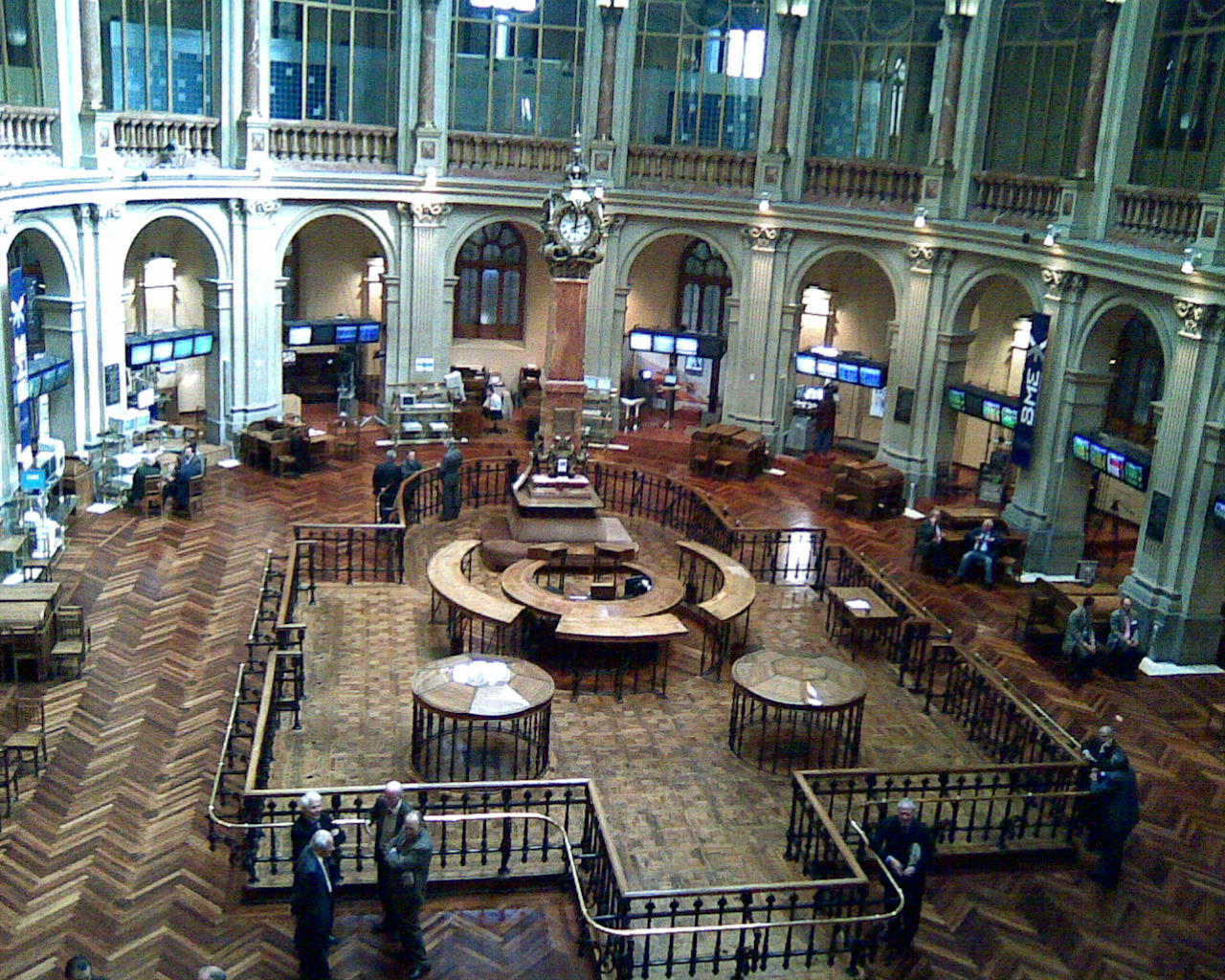
El parqué de la Bolsa de Madrid en una fotografía tomada en 2009.

El siglo XXI comenzó con grandes caídas debido a la crisis de las empresas de telecomunicaciones. Entre abril de 2000 y el 3 de diciembre de 2007 funcionó el índice Ibex Nuevo Mercado, a semejanza del NASDAQ-100, con diez empresas tecnológicas.
En 2002 la Bolsa de Madrid se integró en el grupo Bolsas y Mercados Españoles (BNE). El BME es propietario al 100% de todas las bolsas españolas, del mercado privado y bursátil de renta fija, de la Plataforma de Contratación de Deuda Pública (SENAF), del mercado de derivados (MEFF), así como del depositario central y la cámara de creación y compensación de valores llamado Iberclear. El 14 de julio de 2006 el propio BME salió a bolsa con una capitalización cercana a los 2500 millones de euros.
En 2007 entra en vigor la MiFID o Directiva de Instrumentos Financieros. En el caso del mercado de valores español, se concretó en la Reforma de la Ley del Mercado de Valores, marcada por cambios relevantes en la organización y realización de las tareas asociadas a cada uno de los agentes implicados en la cadena de valor de las Bolsas y Mercados Financieros en general. 
Los principales objetivos de la nueva ley fueron: la modernización del mercado de valores, reforzar la protección de los inversores y mejorar las potestades supervisoras.
Ya en 2008, los mercados bursátiles acusan cada vez con mayor intensidad los efectos de la crisis financiera sobre la actividad económica mundial y sobre las empresas cotizadas en particular.
La caída de las cotizaciones vino acompañada de un aumento espectacular de la volatilidad de las bolsas mundiales que alcanzó niveles máximos de los últimos veinte años.
En 2009, BME pone en funcionamiento la contratación de valores con más de dos decimales con las acciones de Jazztel, que se convierte en la primera compañía cotizada en la Bolsa española que pasa a contratarse en esta modalidad. 
Una de las acciones más destacables en 2009 fue el traspaso de los valores de renta variable que cotizaban en los corros de viva voz a un nuevo corro electrónico, con el objetivo de potenciar su liquidez, aumentar su transparencia y mejorar su accesibilidad. 
En abril de este mismo año, BME amplió la serie de índices IBEX 35 y creó nuevos índices negociables, todos ellos basados en el IBEX 35.
La crudeza de la crisis se trasladó desde el sector financiero a la deuda soberana en 2010, y se concentró sobre todo en los países con posición fiscal más crítica, lo que desestabilizó la cotización del Euro. 
La Bolsa cumplió con su papel en la valoración y canalización de recursos para financiar proyectos empresariales. y se crea REGIS-TR, el registro europeo de operaciones de derivados, una respuesta a la exigencia de los reguladores de una mayor transparencia en el mercado de derivados OTC.

#### Segunda etapa (2010-2020)
En 2011 la Bolsa cumple 180 años. El 20 de octubre de 1831 se celebró la primera sesión de Bolsa en España, lo que la convierte en una de las instituciones económicas más antiguas y consolidadas de nuestro país. Durante 2013, BME alcanzó la cuarta posición en el ranking de las bolsas mundiales en cuanto a canalización de flujos de inversión. La calidad de la contratación de los valores españoles tiene una vez más, reconocimiento internacional en 2013.
También comienza el Mercado Alternativo de Renta Fija (MARF), que se configura como una iniciativa para canalizar recursos financieros a un gran número de empresas solventes que pueden encontrar en este mercado una vía para obtener financiación mediante la emisión de títulos de Renta Fija.
En el año 2014 se alcanzó el máximo histórico en número de operaciones y se produjo el mayor número de estrenos bursátiles en los últimos cuatro años. La bolsa española cerró 2014 como una de las mayores del mundo con una capitalización de 1,1 billones de euros.
Ya en 2015 la canalización de flujos de inversión a Bolsa alcanzó 41.634 m. €, un 15,3 % más. Los flujos de inversión por ampliaciones de capital ascendieron a 33,5 miles de millones de € (un 9,3% más) el mayor importe desde 2007. En 2016 BME cumple 10 años como cotizada (14 de julio de 2006). 
A principios de 2017 el Ibex 35 cumple 25 años desde su estreno. Este índice es ponderado por capitalización y lo componen las 35 compañías más líquidas que cotizan en la Bolsa española. En estos años se ha convertido en el referente nacional e internacional del mercado de valores español y ha servido de subyacente para multitud de productos financieros. La entrada en vigor en 2018 de la directiva europea MiFID II marcó el comienzo del ejercicio en los mercados, ya que supuso un importante esfuerzo de adaptación tanto para las infraestructuras como para los intermediarios. Además, este mismo año se celebró el 125 aniversario del Palacio de la Bolsa de Madrid, inaugurado el 7 de mayo de 1893 por la Reina regente María Cristina.
En 2019, el mercado de derivados de BME, MEFF, amplía su gama de productos con nuevos contratos de Futuros sobre divisas. Los inversores internacionales siguen confiando en la Bolsa española, los inversores no residentes poseían a cierre de 2019 el 50,2% de las acciones cotizadas españolas. Es el cuarto récord histórico consecutivo y supone dos puntos porcentuales más que el año anterior y diez más que hace una década. Además, en noviembre de 2019 ,el grupo suizo SIX lanza una OPA por BME. El 93,16% del capital de BME acepta la OPA del grupo suizo.
En 2020 BME se integra completamente en el Grupo SIX y deja de cotizar en septiembre.

## Emplazamiento
Entre 1831 y 1850 la Bolsa tuvo seis sedes distintas. En la plazuela del Ángel, esquina con la calle de Carretas estuvo un año. En 1832 se trasladó muy cerca, a un estrecho patio de la casa de la Compañía de Filipinas en la calle de Carretas. En 1841 pasó al claustro del convento de San Martín y en 1846 a la iglesia del convento de las monjas Bernardas (también llamado de las Vallecas) en la calle de Alcalá, esquina con Peligros. En 1847 se trasladó al monasterio de los Basilios, en la calle Desengaño.
En 1850 pasó, al edificio de la Aduana Vieja, en la plazuela de la Leña. Allí, durante la Primera República se construyó un nuevo edificio. Entre tanto, las sesiones de la Bolsa se realizaron en el teatro y circo Paul, en la céntrica calle del Barquillo. Ninguno de los emplazamientos cubría las crecientes necesidades de la institución y el creciente número de inversores.
En julio de 1878 se aprobó la construcción del actual Palacio de la Bolsa. Este se ubicaría en unos terrenos cedidos por el Estado en junio de 1883 en la plaza de la Lealtad. La parcela tenía forma de piano invertido. Sin embargo, no pudo iniciarse la construcción inmediatamente porque era preciso reunir unas 200.000 pesetas iniciales para su construcción. Para ello, se le pidieron 50 céntimos a cada visitante de la bolsa. Las obras empezaron en enero de 1886. El arquitecto Enrique María Repullés y Vargas, que ganó el concurso público celebrado, fue el encargado de llevar a cabo el proyecto. Fue inaugurado el 7 de mayo de 1893 por la regente María Cristina.
El 22 de diciembre de 2006 el alcalde del municipio madrileño de Las Rozas, Bonifacio de Santiago, y Antonio Zoido, inauguraron en esa localidad otra sede de la organización Bolsas y Mercados Españoles, en la que trabajan 500 empleados.

## Cronología por décadas
1830
- 10 de septiembre de 1831 - Se aprueba la Ley de Creación y Organización de la Bolsa de Madrid
- 20 de octubre de 1831 - Se inaugura la Bolsa de Madrid en el Consulado de la Plazuela del Ángel, en la calle de Carretas.
- 1832 - Se traslada muy cerca, a la casa de la Compañía de Filipinas, en la calle de Carretas.

1840
- 1847 - Tras estar en el Convento de San Martín, se traslada al de las monjas Bernardas (las Vallecas) en la calle Alcalá, esquina Peligros y de allí al monasterio de los Basilios, en la calle Desengaño.

1850
- 1850 - Se traslada al edificio de la Aduana Vieja, en la plazuela de la Leña.
- 13 de marzo de 1854 - Se crea el Boletín de Cotización Oficial de la Bolsa de Madrid, que publica los índices de cotización.

1860
- 1866 - Se crea el Banco de España y dos años más tarde en 1868 nace la peseta y se crea la libertad de creación de bolsas.

1870
- 1878 - Se aprueba la construcción del Palacio de la Bolsa de Madrid y se adjudica al arquitecto Enrique María Repullés y Vargas.

1890
- 7 de mayo de 1893 - Se inaugura el Palacio de la Bolsa, actual edificio.
- 1898 Crisis por la guerra de Cuba.

1930
- 1936 - Cierra sus puertas por la guerra civil.
- 1940 - Tras la guerra civil abre sus puertas.

1980
- 1986 - España entra en la Comunidad Económica Europea. Se crea un boom bursátil que se salda con una subida del 108%.
- 1988 - Se aprueba la Ley de Mercados y Valores. España se integra en el Sistema Monetario Europeo.
- 1989 - Se crea la Comisión Nacional de Mercados y Valores como órgano supervisor de los mercados.

1990
- 1993 - Se abandona el sistema de parqué (referido al suelo del salón de cotizaciones), sustituyéndose por la contratación de las emisiones de renta fija por sistema electrónico.
- 1993 - Se inicia la relación de patronazgo y asistencia técnica al centro universitario IEB, que perdura en la actualidad.
- 1998 - Mayor boom bursátil de la historia debido a las tecnológicas. Ocho millones de españoles participan en la Bolsa.

2000
- 2002 - Nace Bolsas y Mercados Españoles.
- 2007 - Entra en vigor la MiFID
- 2008 - La Bolsa de Madrid vive su peor enero desde 1874,[11] primer año del que hay datos, debido a las turbulencias financieras causadas por la crisis hipotecaria de 2007 (Véase también: crisis bursátil de enero de 2008).
- 2009 - La bolsa española incorpora la posibilidad de comprar y vender a precios hasta con cuatro decimales a partir del segundo trimestre de 2009.
- 2009 - El sistema de contratación a viva voz llamado de «corros» desaparece y es sustituido por un sistema electrónico.
- 2009 - BME pone en funcionamiento la contratación de valores con más de dos decimales.

2010
- 2010 - Se crea REGIS-TR, el registro europeo de operaciones de derivados.
- 2011 - La Bolsa cumple 180 años
- 2013 - BME alcanza la cuarta posición en el ranking de las bolsas mundiales. Comienza el Mercado Alternativo de Renta Fija (MARF).
- 2014 - Se alcanza el máximo histórico en número de operaciones y se produjo el mayor número de estrenos bursátiles.
- 2016 - BME cumple 10 años como cotizada.
- 2017 - IBEX 35 cumple 25 años de su estreno
- 2018 - Celebración del 125 aniversario del Palacio de la Bolsa. Entrada en vigor de la directiva europea MiFID II.
- 2019 - El grupo suizo SIX, lanza una OPA por BME.

2020
- 2020 - BME se integra completamente en el Grupo SIX y deja de cotizar.

## Horario de mercado
El horario del Mercado Continuo (Sistema de Interconexión Bursátil Español o SIBE) es (modalidad open):
- Subasta de apertura: 	de 8:30 a 9:00
- Mercado abierto:	de 9:00 a 17:30
- Subasta de cierre:	de 17:30 a 17:35

## Galería

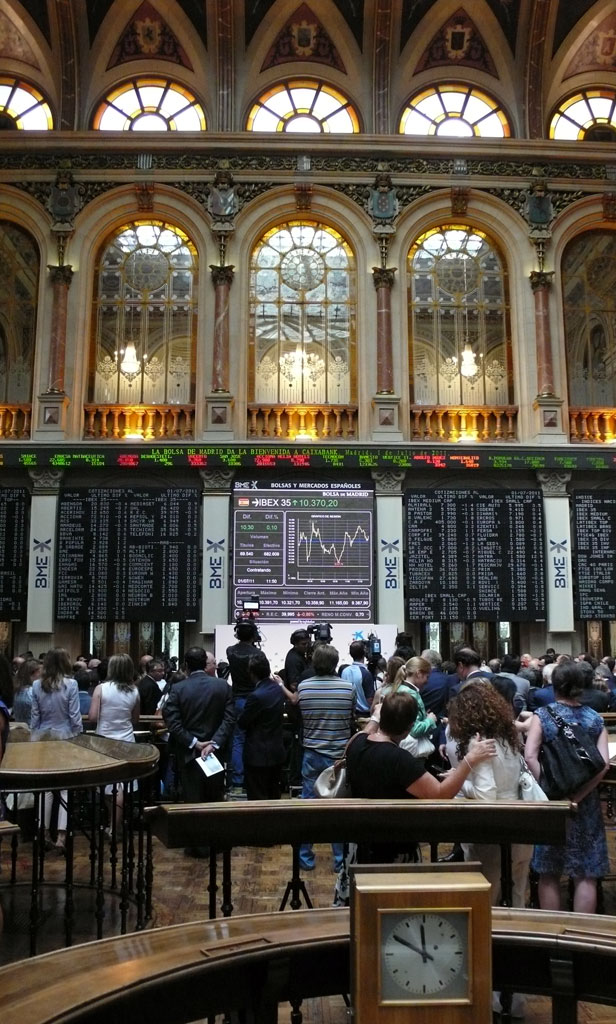
Paneles de información bursátil en el Salón de Contratación o parqué de la Bolsa.
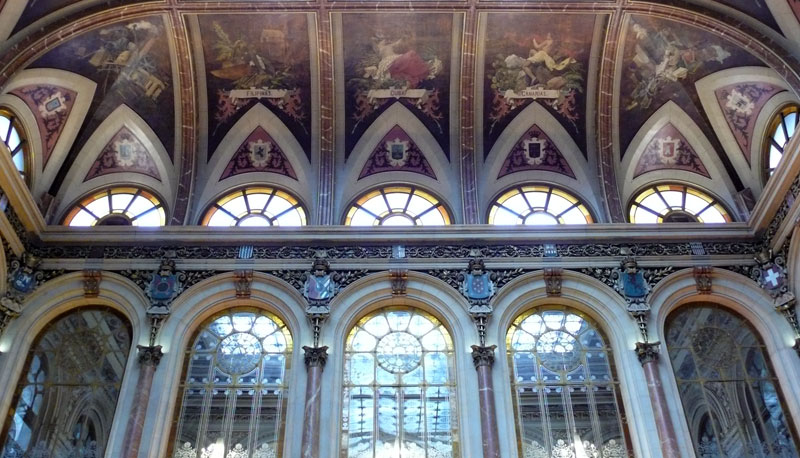
Techos del parqué de la Bolsa, donde se mencionan a distintas ciudades y regiones de España.
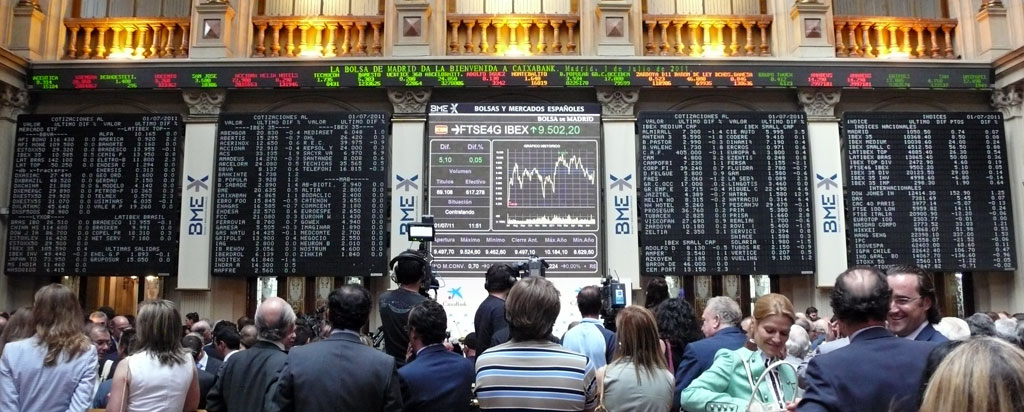
El parqué de la Bolsa en horario de mercado.
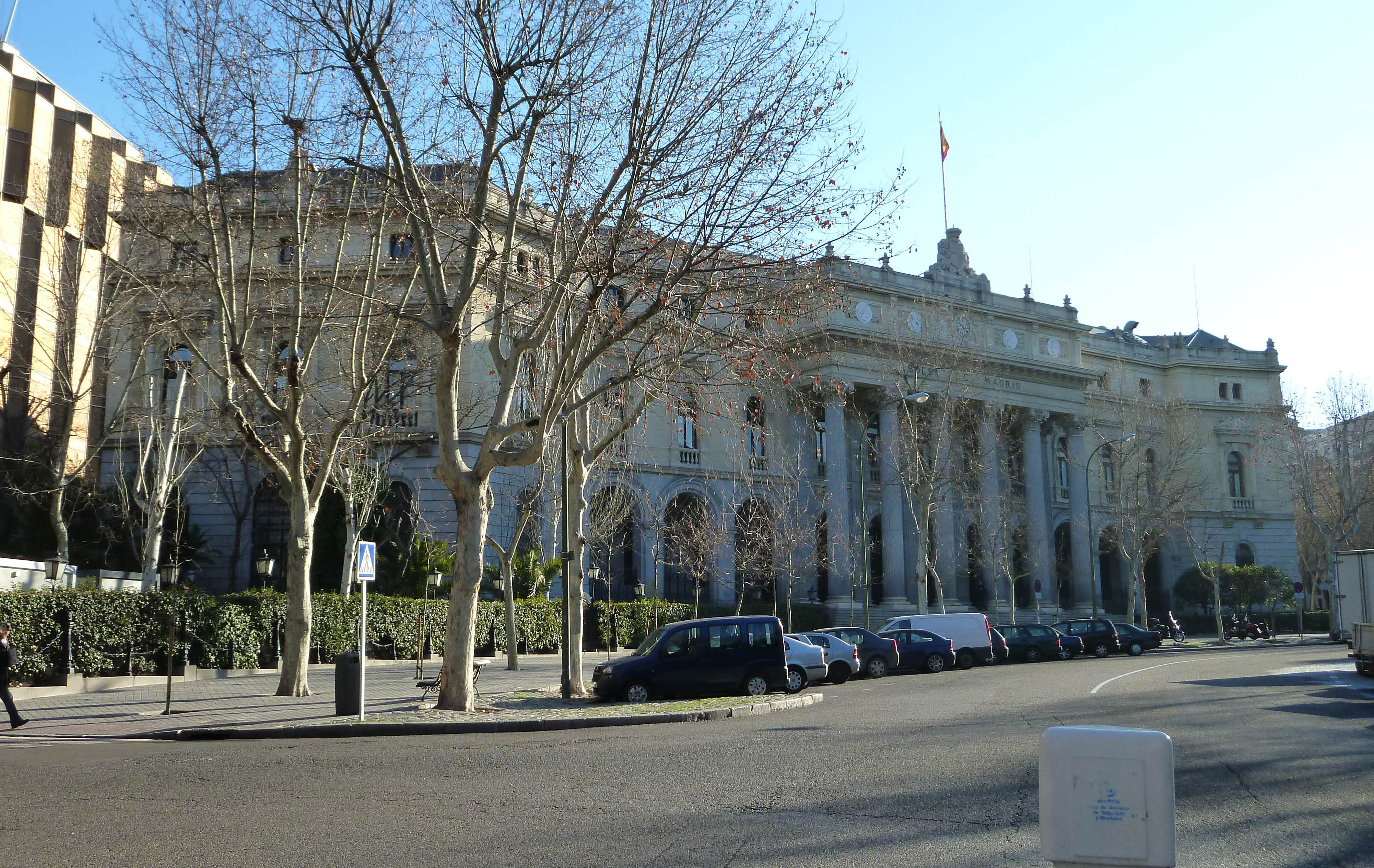
Exterior del Palacio de la Bolsa